# La Roca de la Sierra
La Roca de la Sierra è un comune spagnolo di 1 586 abitanti situato nella comunità autonoma dell'Estremadura.